# Atsushi Ito (futbolista)
Atsushi Ito (伊藤 淳嗣 Ito Atsushi?, nacido el 24 de septiembre de 1983 en Yamaguchi) es un exfutbolista japonés. Jugaba de centrocampista y su último club fue el Tochigi SC de Japón.

## Trayectoria

### Clubes
| Club             | País  | Año         |
| ---------------- | ----- | ----------- |
| JEF United Chiba | Japón | 2006 - 2008 |
| Tochigi SC       | Japón | 2009        |

## Palmarés

### Títulos nacionales
| Título         | Club             | País  | Año  |
| -------------- | ---------------- | ----- | ---- |
| Copa J. League | JEF United Chiba | Japón | 2006 |